# Bisaltes fuscoapicalis
Bisaltes fuscoapicalis es una especie de escarabajo longicornio del género Bisaltes, subfamilia Lamiinae. Fue descrita científicamente por Breuning en 1950.
Se distribuye por Bolivia y Brasil. Posee una longitud corporal de 9 milímetros.